# عميرام نير
ولد العام 1950 في بلدة رامات جان الإسرائيلية، لأب وأم ناجين من أحداث الهولوكوست هاجرا إلى إسرائيل عام 1947، نير وصل إلى رتبة مقدم في الجيش الإسرائيلي، وفي وقت لاحق كان يعمل مراسلًا عسكريًا لإذاعة الجيش، فضلًا عن عمله بصحيفة يديعوت أحرونوت الإسرائيلية، والتلفزيون الإسرائيلي، حيث بدأ عام 1980 العمل لصالح حزب العمل، وكان فعالا في قضايا سياسية وامنية واستخبارية متنوعة وعمل في الاعلام فترة من الزمن.
درس الاقتصاد والعلوم السياسية في الجامعة العبرية في القدس، وعمل مراسلاً في صوت الجيش الإسرائيلي ثم في التلفزيون الإسرائيلي. عينه شمعون بيريس مساعدا ومستشارا له عشية انتخابات الكنيست العاشرة والحادية عشرة، وعينه في النهاية مستشارا لرئيس الحكومة لمكافحة الإرهاب. قام بسلسلة من الاتصالات السرية مع إيران والولايات المتحدة بما يعرف بفضيحة (إيران غيت)، ولما افتضح الامر أعلن عن استقالته من منصبه متهما بيريس بعدم الوقوف إلى جانبه، فتوجه إلى الاشغال الخاصة والحرة. قتل في حادث طائرة غامض، وهناك من يدعي انه تمت تصفيته وذلك العام 1988.